# 魯格峰
66°19′S 65°23′W / 66.317°S 65.383°W
魯格峰（英語：Rugg Peak），是南極洲的山峰，位於葛拉漢地的盧貝海岸，處於克魯克斯峰以南的威德馬克山麓冰川東岸，由英國研究隊繪入地圖，現時由南極條約體系管理。